# Radia Fertoul
                         }}
Radia Fertoul  (en arabe : راضية فرتول), née le 18 décembre 1974 à Constantine, est une joueuse et entraîneuse de football algérienne.

## Biographie
Radia Fertoul née le 18 décembre 1974 à Constantine d'un chef de gare à la SNTF. Elle joue au football avec ses frères et voisins ainsi que ses amies en salle de sport, et aspire alors à une formation d'entraîneur de football au CREPS de Constantine en 1996, mais elle se voit refuser l'accès dans une Algérie alors plongée dans la guerre civile.

### Carrière de joueuse
Radia Fertoul joue le 5 juillet 1997 au stade du 5-Juillet-1962 une rencontre entre deux sélections régionales servant de match d'ouverture à la finale de la Coupe d'Algérie masculine de football. Cet événement ayant été bien accueilli par le public donnera naissance à l'équipe d'Algérie féminine de football, dont elle sera la capitaine. Elle joue notamment le premier match officiel de la sélection, contre l'équipe de France le 14 mai 1998 (défaite 14-0).

### Carrière d'entraîneuse et de dirigeante
Radia Fertoul fonde en 1998 le premier club féminin de football algérien, la section féminine du Mechaâl Boudraâ Salah de Constantine (MBSC). Le MBSC atteint la finale de la Coupe d'Algérie féminine avant d'être dissous par manque de moyens. Elle rejoint ensuite le FC Béjaïa pour quatre ans.
Elle fonde ensuite en 2004 le club de football féminin des Filles de la Concorde de Constantine ; l'équipe qu'elle entraîne est sacrée championne d'Algérie en 2018.
Elle est entraîneuse adjointe de l'équipe d'Algérie féminine junior de 2007 à 2010, et est nommée entraîneuse adjointe de la sélection féminine en 2008. Le 29 août 2018, elle est nommée sélectionneuse de l'équipe d'Algérie féminine, en remplacement d'Azzedine Chih,, devenant par ailleurs la première femme sélectionneuse d'une équipe nationale de football dans le monde arabe. Elle dirige pour la première fois la sélection lors de matchs amicaux contre le Maroc les 18 et 22 octobre 2018 ; l'Algérie perd le premier match sur le score de 3 buts à 1, avant de s'imposer au match suivant sur le score de 1 à 0. Les Algériennes sont éliminées au premier tour de la Coupe d'Afrique des nations féminine de football 2018 ; elle est démise de ses fonctions par la Fédération algérienne de football le 25 décembre 2018. Elle reste présidente de la Commission du football féminin de la Fédération tout en restant entraîneuse du FC Constantine. En 2020, elle est désignée instructeur féminin régional par la Confédération africaine de football.
Elle reprend le poste de sélectionneuse en 2021, et mène l'Algérie en demi-finale de la Coupe arabe féminine de football 2021.